# Союз на Куру
«Союз» на Куру или «Союз» в ГКЦ (Гвианский Космический Центр)  — программа по развитию сотрудничества между «Роскосмосом» и ЕКА, начатая в 2007 году. В этих целях на космодроме Куру, во Французской Гвиане, были построены специальные стартовые комплексы для новых ракет-носителей — «Союз-СТ-А» и «Союз-СТ-Б». Они представляют собой дальнейшее развитие ракет «Союз»-«Фрегат», выполненные на базе трехступенчатых «Союз-2.1а» и «Союз-2.1б» соответственно.
Первые ракеты-носители «Союз-СТ-Б» были доставлены во Французскую Гвиану в ноябре 2009 года.
Первый запуск «Союза-СТ-Б» был осуществлен 21 октября 2011 года. Ракета вывела на себе два европейских спутника «Галилео» — европейский аналог американской системы GPS и российской системы ГЛОНАСС. 
Первый запуск «Союза-СТ-А» был осуществлен 17 декабря 2011 года, ракета вывела коммерческую нагрузку. 
Сотрудничество по программе было остановлено после вторжения России на Украину.

## Конструктивные особенности РН
Ракеты-носители были доработаны в связи с иными требованиями техники безопасности ГКЦ[прояснить] и тропическими погодными условиями. «Союз-СТ» был доработан в следующем:
1. Установлен европейский приемо-ответчик для локализации РН[прояснить] службами безопасности полетов космодрома и приема команды на АВД[прояснить] с земли.
2. СУ[прояснить] дополнена блоком выдачи команды АВД по команде с земли.
3. Передатчики РН и РБ[прояснить] модифицированы для работы в диапазоне S.
4. Доработка ступеней с целью их дополнительного вскрытия и ускорения времени затопления.
  1. ББ. Дренажный пневмо-клапан бака горючего дублирован магистралью вскрываемой пиро-клапаном, что гарантирует разгерметизацию в случае АВД (при штатном полете это достигается открытием дренажного пневмо-клапана). Бак окислителя не дорабатывался, так как он достаточным образом разгерметизируется при отделении за счет вскрытия крышки бака окислителя на сопло увода.
  2. ЦБ. Анализ показал, что он разрушается при соударении с водой в любых случаях. Доработка не проводилась.
  3. 3-я ступень. При выведении по баллистической траектории, разрушается при столкновении с водой. Доработка не проводилась.
5. Тропическое исполнение:
  1. Спец покрытие ЦБ[прояснить] и ББ[прояснить] уменьшающее обледенение(синтетический каучук К-FLEX-ST толщиной 6—20 мм).
  2. Проверены на новые условия эксплуатации все негерметичные объемы.
  3. Проверены все входные/выходные отверстия на предмет предотвращения попадания насекомых и мелких грызунов. Подтверждена пыле-влагозащищенность РН.
6. Доработаны агрегаты и вспомогательное оборудование для проведения стыковки 3-х ступеней с КГЧ[прояснить]непосредственно на стартовом столе.
7. Доработаны агрегаты вентилирования РН на старте с учетом местных температурных режимов.

В качестве перспективы модификации предусматривалась замена зажигания двигателей 1-й и 2-й ступени на химическое. Но данная технология пока не отработана.

## Стартовый комплекс

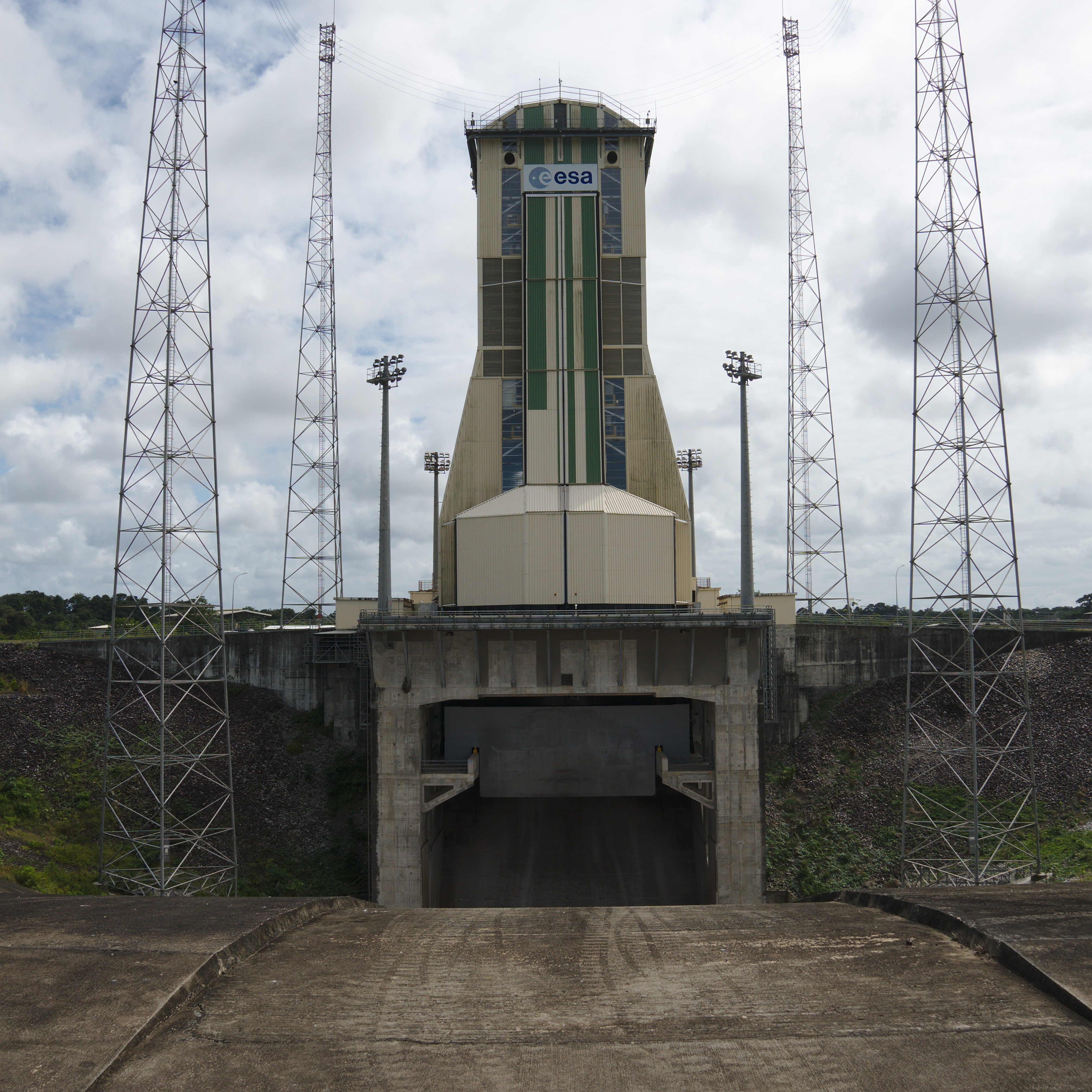
Стартовая площадка РН «Союз» на космодроме Куру́

Основное отличие стартового комплекса (СК) от предыдущих «семёрочных» столов, стала мобильная башня обслуживания (МБО). МБО создана как для защиты РН, так и для персонала. Необходимость в МБО вызвана огромным количеством осадков, которые достигают 3000 миллиметров в год, а в сезон дождей в Гвиане бывают периоды, когда за сутки выпадает более 500 миллиметров осадков. Кроме того, башня защищает от насекомых, которых в данной местности очень много.
МБО обеспечивает:
- Сборку РН «Союз-СТ» и головной части в вертикальном положении;
- Удобный доступ персонала к РН «Союз-СТ» и космическому аппарату;
- Экстренную эвакуацию персонала с МБО на нулевую отметку стартового сооружения;
- Укрытие РН «Союз-СТ», агрегатов стартового комплекса (стартовой системы, кабель-заправочной мачты и др.), персонала от атмосферных воздействий;
- Размещение технических и вспомогательных систем: мостовой кран, лифт, средства управления и энергоснабжения, средства освещения, водопровод, канализация, средства контроля доступа персонала, система газового контроля

Высота МБО 52 метра, масса 800 тонн, рабочий путь около 80 метров. Башня передвигается по двум ЖД путям с российской колеей.
Хотя заправленная масса «Союз-СТ» равна 315 тонн, СК[прояснить] по несущим нагрузкам рассчитан на РКС[прояснить] массой до 500—550 т.

## Запуски
| Полёт | Дата, время (UTC) | Тип РН | Разгонный блок | Полезная нагрузка                                   | Орбита | Результат       |
| ----- | --- | ------ | -------------- | --------------------------------------------------- | ------ | --------------- |
| VS01  | 21 октября 2011, 10:30 | СТ-Б   | Фрегат-МТ      | Galileo-IOV PFM Galileo-IOV FM2                     | СОО    | Успех           |
| VS01  | Первый запуск «Союз-2» с космодрома Куру. Два космических аппарата европейской спутниковой навигационной системы Galileo («Тиис» и «Наталия») отделились от разгонного блока «Фрегат-МТ» и выведены на круговую околоземную орбиту высотой 23 200 километров и наклонением 54,7°. |        |                |                                                     |        |                 |
| VS02  | 17 декабря 2011, 02:03 | СТ-А   | Фрегат         | Pleiades-1A SSOT ELISA 1, 2, 3, 4                   | ССО    | Успех           |
| VS02  | 6 военных спутников наблюдения: французские «Плеяды-1А» и четыре микроспутника ELISA, а также чилийский аппарат дистанционного зондирования земли SSOT. |        |                |                                                     |        |                 |
| VS03  | 12 октября 2012, 18:15 | СТ-Б   | Фрегат-МТ      | Galileo-IOV FМ3 Galileo-IOV FM4                     | СОО    | Успех           |
| VS03  | Два спутника европейской навигационной системы Galileo. |        |                |                                                     |        |                 |
| VS04  | 2 декабря 2012, 02:02 | СТ-А   | Фрегат         | Pleiades-1B                                         | ССО    | Успех           |
| VS04  | Военный космический аппарат системы оптических спутников высокого разрешения «Плеяды-1Б». |        |                |                                                     |        |                 |
| VS05  | 25 июня 2013, 19:27 | СТ-Б   | Фрегат-МТ      | O3b PFM, FM2, FM4, FM5                              | СОО    | Успех           |
| VS05  | |        |                |                                                     |        |                 |
| VS06  | 19 декабря 2013, 09:12 | СТ-Б   | Фрегат-МТ      | Gaia                                                | L2     | Успех           |
| VS06  | |        |                |                                                     |        |                 |
| VS07  | 3 апреля 2014, 21:02 | СТ-А   | Фрегат-М       | Sentinel-1A                                         | ССО    | Успех           |
| VS07  | |        |                |                                                     |        |                 |
| VS08  | 10 июля 2014, 18:55 | СТ-Б   | Фрегат-МТ      | O3b FM3, FM5, FM7, FM8                              | СОО    | Успех           |
| VS08  | |        |                |                                                     |        |                 |
| VS09  | 22 августа 2014, 12:27 | СТ-Б   | Фрегат-МТ      | Galileo-FOC FM1 Galileo-FOC FM2                     | СОО    | Частичный успех |
| VS09  | Два первых полнофункциональных спутника Galileo. Ракета-носитель «Союз-СТ-Б» отработала штатно. Дальнейший вывод спутников на целевую орбиту прошел неудачно, что было вызвано ошибками в ориентации разгонного блока «Фрегат-МТ». Спутники были выведены на нерасчетную орбиту высотой 13 713 × 25 900 км, наклонением 49,7°, при расчётной — 23 222 × 23 222 км, 55°. К 11 марта 2015 года оба аппарата, с помощью собственных двигательных установок, смогли поднять перигей своих орбит приблизительно на 3500 км и работают в тестовом режиме. |        |                |                                                     |        |                 |
| VS10  | 18 декабря 2014, 18:37 | СТ-Б   | Фрегат-МТ      | O3b FM9, FM10, FM11, FM12                           | СОО    | Успех           |
| VS10  | Две пары телекоммуникационных спутников O3b, в 23:37 и 23:59 мск, штатно отделились от разгонного блока. Функционирование спутников позволит обеспечить широкополосный доступ к сети Интернет в странах Азии, Африки, Латинской Америки и Ближнего Востока. |        |                |                                                     |        |                 |
| VS11  | 27 марта 2015, 21:46 | СТ-Б   | Фрегат-МТ      | Galileo-FOC FM3 Galileo-FOC FM4                     | СОО    | Успех           |
| VS11  | Два спутника европейской навигационной системы Galileo массой 714,6 кг и 713,2 кг соответственно. |        |                |                                                     |        |                 |
| VS12  | 12 сентября 2015, 02:08 | СТ-Б   | Фрегат-МТ      | Galileo-FOC FM5 Galileo-FOC FM6                     | СОО    | Успех           |
| VS12  | В 08:56 мск два европейских космических аппарата системы Galileo FOC М3 отделились от разгонного блока «Фрегат-МТ» на целевой орбите. |        |                |                                                     |        |                 |
| VS13  | 17 декабря 2015, 11:51 | СТ-Б   | Фрегат-МТ      | Galileo-FOC FM8 Galileo-FOC FM9                     | СОО    | Успех           |
| VS13  | |        |                |                                                     |        |                 |
| VS14  | 25 апреля 2016, 21:02 | СТ-А   | Фрегат-М       | Sentinel-1B MICROSCOPE AAUSAT 4 e-st@r 2 OUFTI 1    | ССО    | Успех           |
| VS14  | |        |                |                                                     |        |                 |
| VS15  | 24 мая 2016, 08:48 | СТ-Б   | Фрегат-МТ      | Galileo-FOC FM10 Galileo-FOC FM11                   | СОО    | Успех           |
| VS15  | |        |                |                                                     |        |                 |
| VS16  | 28 января 2017, 01:03 | СТ-Б   | Фрегат-МТ      | Hispasat 36W-1                                      | ГПО    | Успех           |
| VS16  | Первый запуск спутника на геопереходную орбиту ракетой-носителем «Союз» с космодрома Куру. |        |                |                                                     |        |                 |
| VS17  | 18 мая 2017, 11:54 | СТ-А   | Фрегат-М       | SES-15                                              | ГПО    | Успех           |
| VS17  | Спутник выведен на геопереходную орбиту с параметрами 2207 × 31 349 км, наклонение 5,99°. |        |                |                                                     |        |                 |
| VS18  | 9 марта 2018, 17:10 | СТ-Б   | Фрегат-МТ      | O3b FM13, FM14, FM15, FM16                          | СОО    | Успех           |
| VS18  | Четыре 700-килограммовых спутника успешно выведены на орбиту высотой 7830 км. |        |                |                                                     |        |                 |
| VS19  | 7 ноябрь 2018, 00:47 | СТ-Б   | Фрегат-М       | MetOp-C                                             | ССО    | Успех           |
| VS19  | |        |                |                                                     |        |                 |
| VS20  | 18 декабря 2018, 16:37 | СТ-А   | Фрегат-М       | CSO-1                                               | ССО    | Успех           |
| VS20  | |        |                |                                                     |        |                 |
| VS21  | 28 февраля 2019, 21:37 | СТ-Б   | Фрегат-М       | OneWeb 0006, 0007, 0008, 0010, 0011, 0012           | НОО    | Успех           |
| VS21  | |        |                |                                                     |        |                 |
| VS22  | 4 апреля 2019, 17:04 | СТ-Б   | Фрегат-МТ      | O3b FM17, FM18, FM19, FM20                          | СОО    | Успех           |
| VS22  | |        |                |                                                     |        |                 |
| VS23  | 18 декабря 2019, 08:54 | СТ-А   | Фрегат-М       | - COSMO-SkyMed - CHEOPS - EyeSat - ANGELS - OPS-SAT | ССО    | Успех           |
| VS23  | [ 19 ] [ 20 ] [ 21 ] |        |                |                                                     |        |                 |
| VS24  | 2 декабря 2020 | СТ-А   | Фрегат-М       | Falcon Eye 2                                        | НОО    | Успех           |
| VS24  | [ 22 ] [ 23 ] [ 24 ] |        |                |                                                     |        |                 |
| VS25  | 29 декабря 2020 | СТ-А   | Фрегат-М       | CSO-2                                               | ССО    | Успех           |
| VS25  | [ 25 ] [ 26 ] [ 27 ] |        |                |                                                     |        |                 |
| VS26  | 5 декабря 2021 | СТ-Б   | Фрегат-МТ      | Galileo-FOC FM23 Galileo-FOC FM24                   | СОО    | Успех           |
| VS26  | [ 28 ] [ 29 ] [ 30 ] |        |                |                                                     |        |                 |
| VS27  | 10 февраля 2022 | СТ-Б   | Фрегат-М       | OneWeb × 34                                         | НОО    | Успех           |
| VS27  | [ 31 ] [ 32 ] [ 33 ] |        |                |                                                     |        |                 |

### Видео
- Русские на Куру. Телестудия Роскосмоса.
- Ракетный бросок в Куру. Телестудия Роскосмоса.
- «Союз» в Гвиане — генеральная репетиция. Телестудия Роскосмоса.
- Тропический «Союз»: отсчет пошел. Телестудия Роскосмоса.
- Пуск ракеты-носителя «Союз-СТ» с космическими аппаратами «Galileo». Телестудия Роскосмоса.
- «Союз»: старт с экватора. Телестудия Роскосмоса. — Документальный фильм.